# Носсек, Карола
Карола Носсек (нем. Carola Nossek; род. 10 февраля 1949, Шверин) — немецкая оперная певица, сопрано.
Училась в Шверинской консерватории, затем в Дрезденской Высшей школе музыки у Эльсбет Плен. После нескольких партий в студии при Дрезденской опере в 1974 г. дебютировала в берлинской опере Унтер-ден-Линден в маленькой партии нимфы Эхо в опере Рихарда Штрауса «Ариадна на Наксосе». В 1975—1995 гг. солистка Берлинской государственной оперы. В 1976 г. выиграла первую премию Международного конкурса имени Баха в Лейпциге.